# Фельдкирхен (Мюнхен)
Фельдкирхен (нем. Feldkirchen) — община в Германии, в земле Бавария.
Подчиняется административному округу Верхняя Бавария. Входит в состав района Мюнхен. Население составляет 6389 человек (на 31 декабря 2010 года). Занимает площадь 6,41 км².